# Liste von Persönlichkeiten der Stadt Turin
Diese Liste enthält in Turin geborene Persönlichkeiten sowie solche, die in Turin gewirkt haben, dabei jedoch andernorts geboren wurden. Die Liste erhebt keinen Anspruch auf Vollständigkeit.

## In Turin geborene Persönlichkeiten

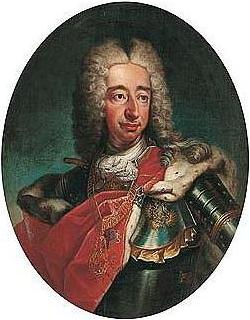
König Viktor Amadeus II.

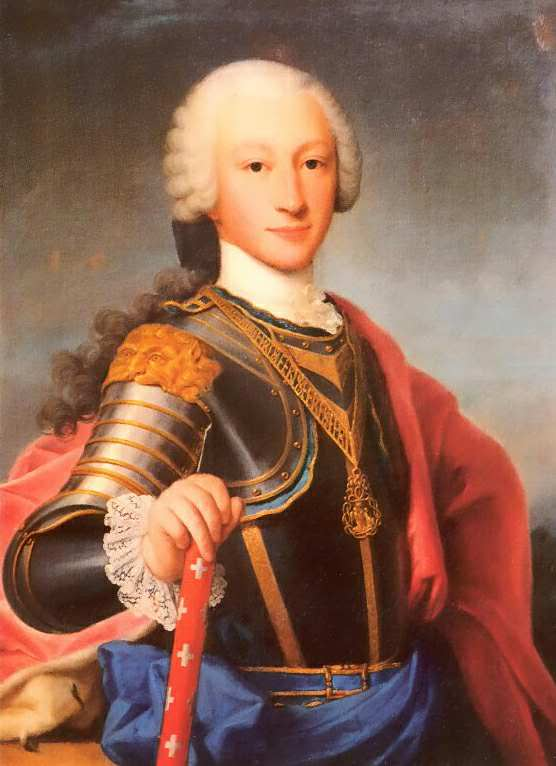
König Viktor Amadeus III.

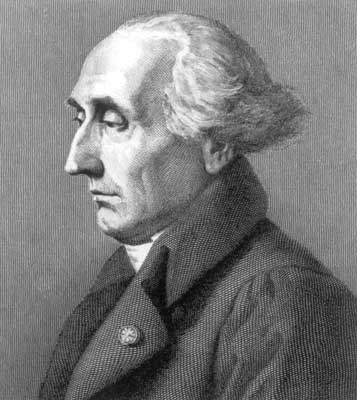
Joseph-Louis Lagrange

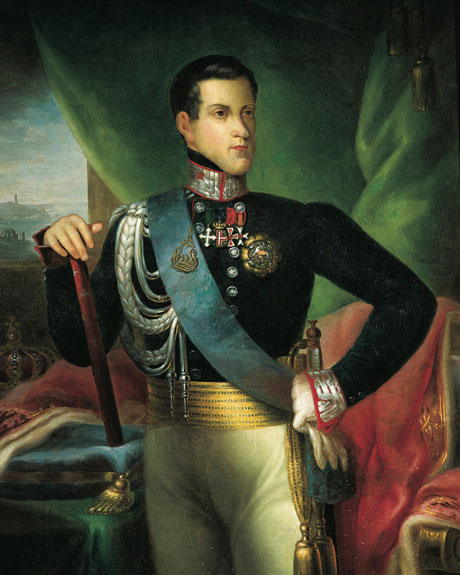
König Karl Albert

Camillo Benso von Cavogiur

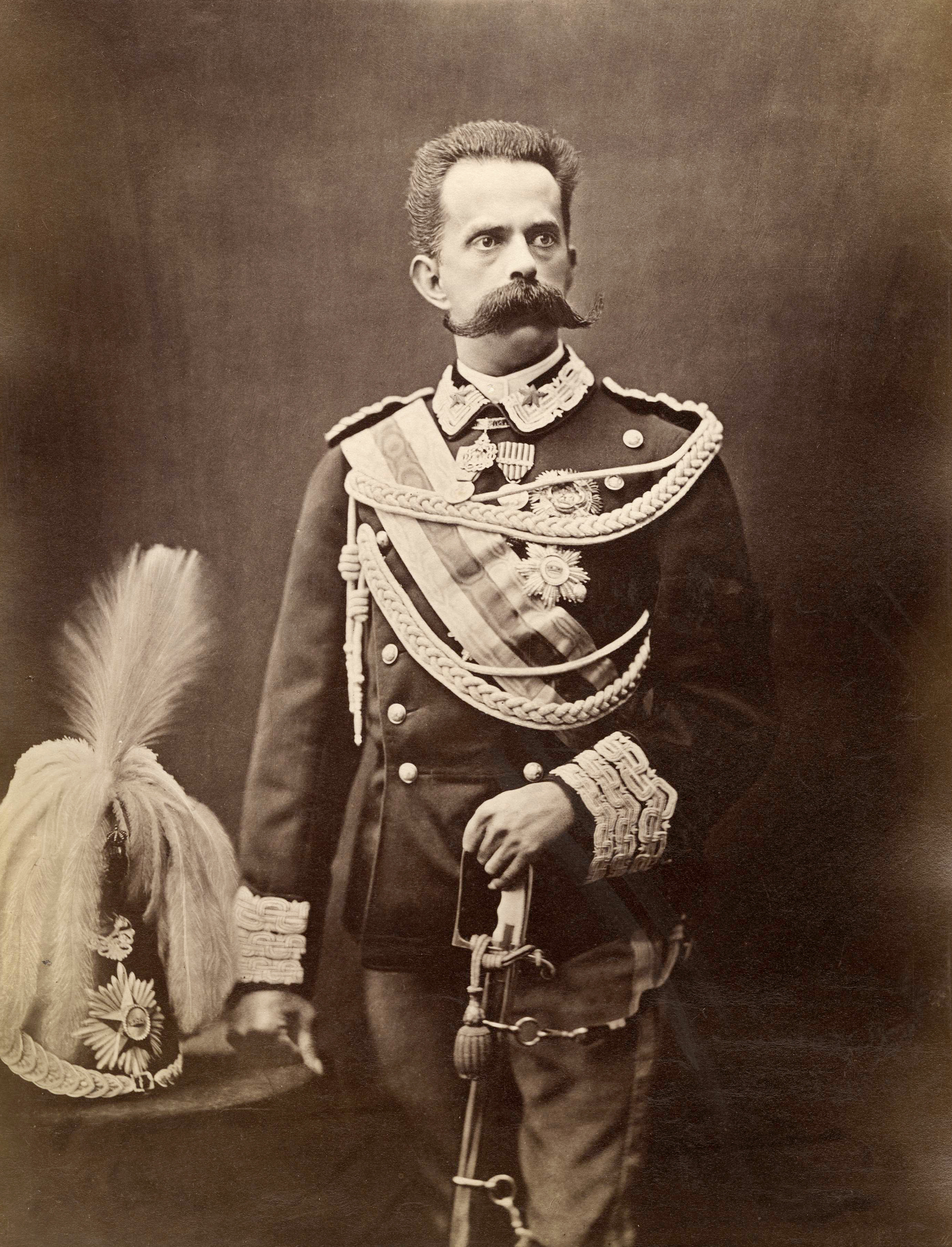
König Umberto I.

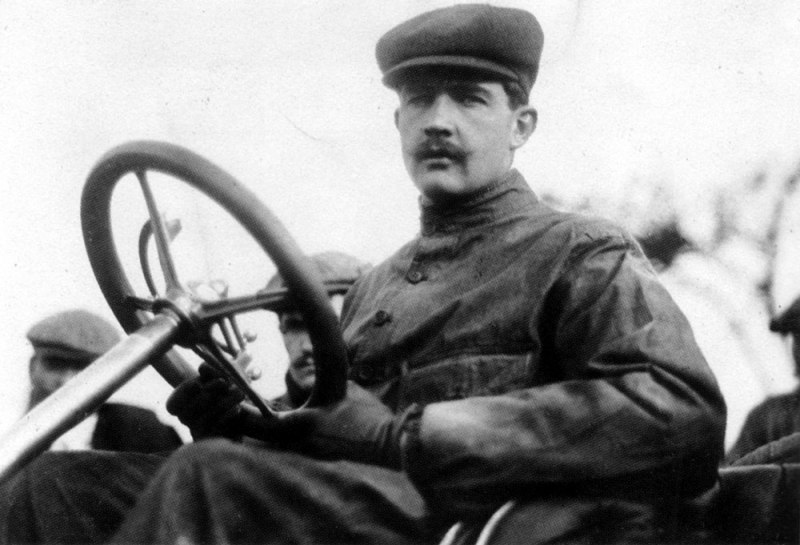
Felice Nazzaro

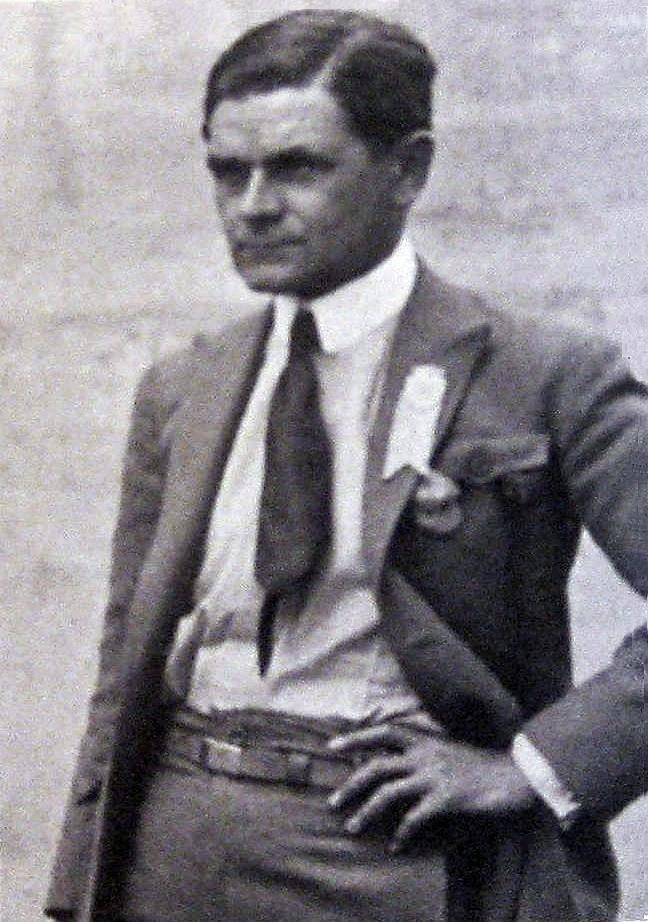
Vittorio Pozzo

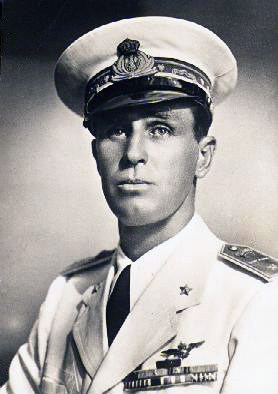
Amadeus, Herzog von Aosta

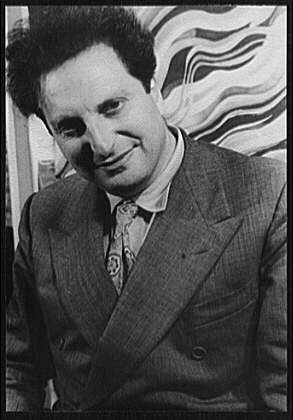
Carlo Levi

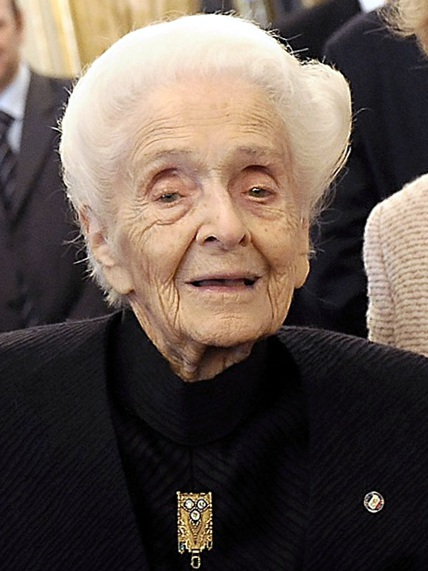
Rita Levi-Montalcini

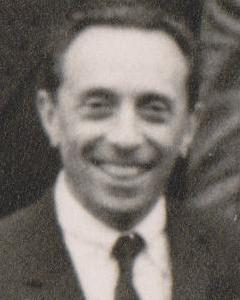
Gian-Carlo Wick

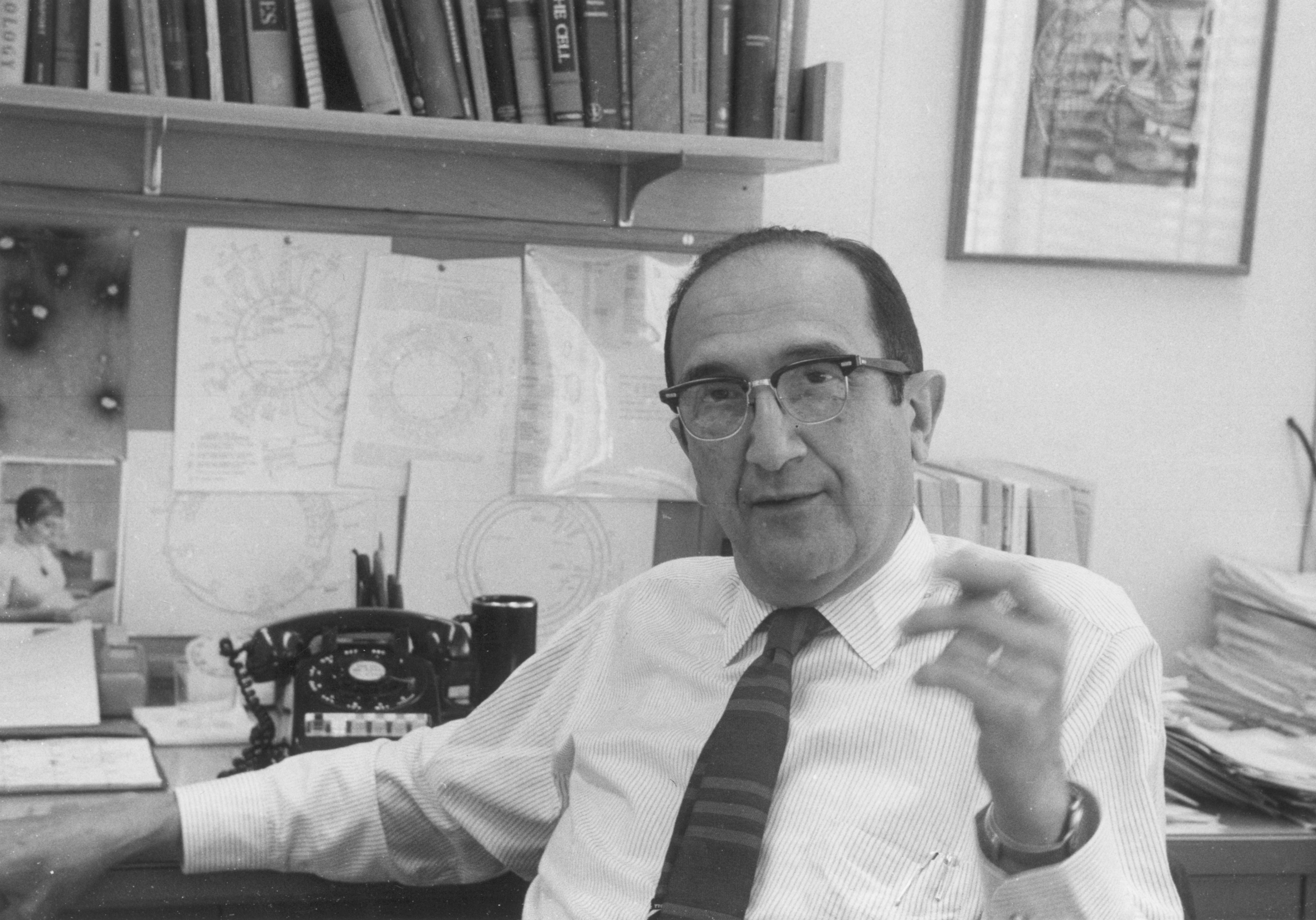
Salvador Luria

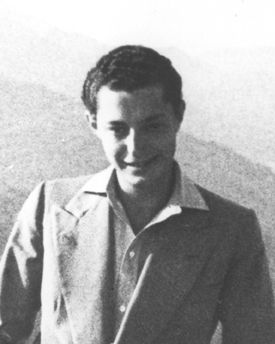
Gianni Agnelli

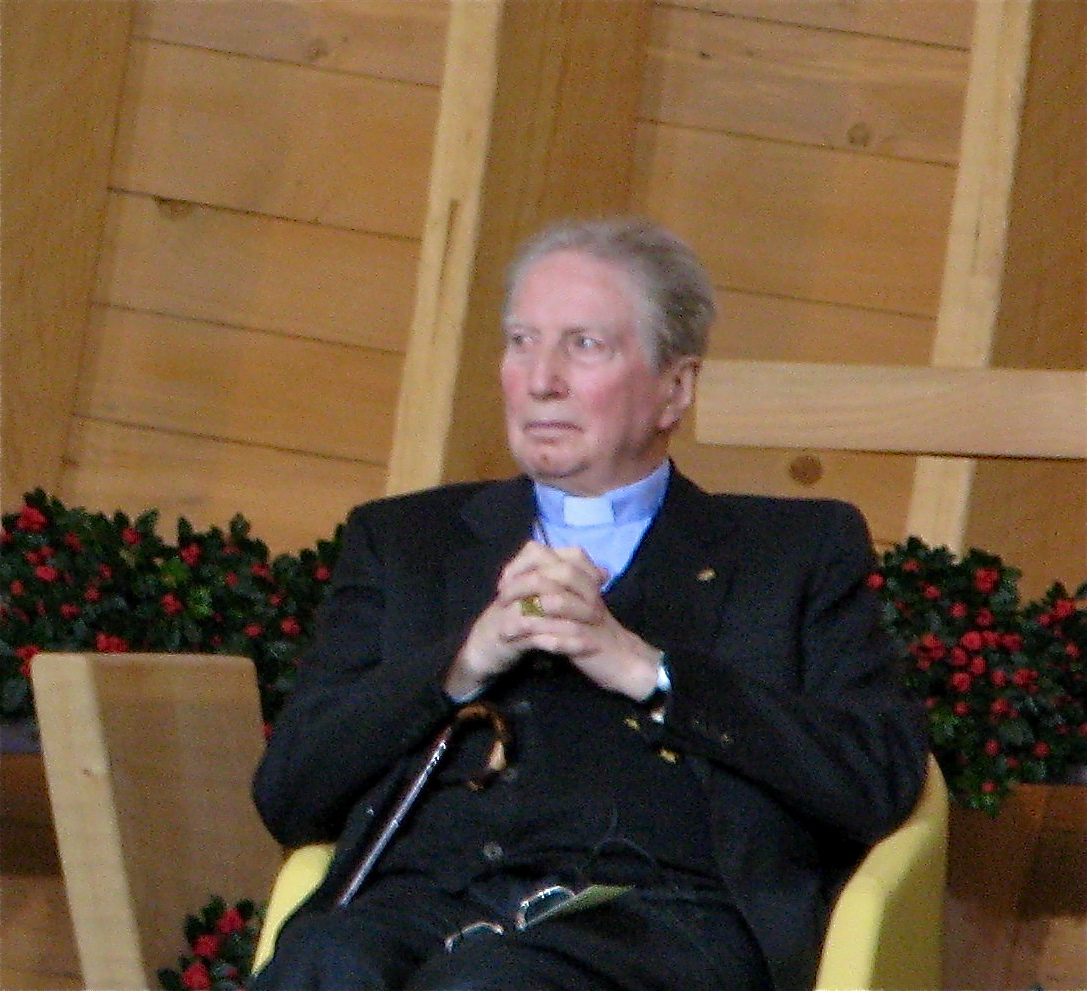
Carlo Maria Martini

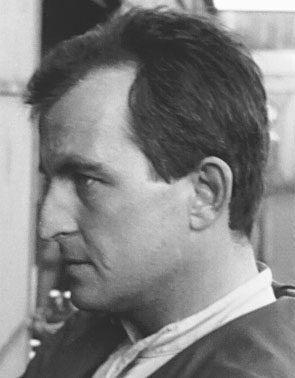
Ludovico Scarfiotti

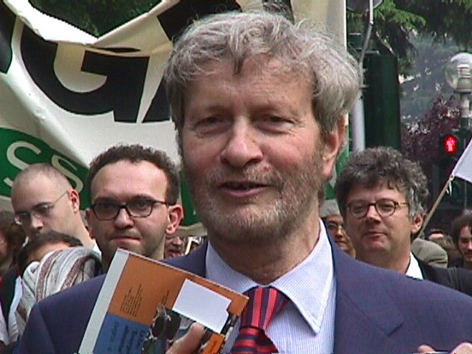
Gianni Vattimo

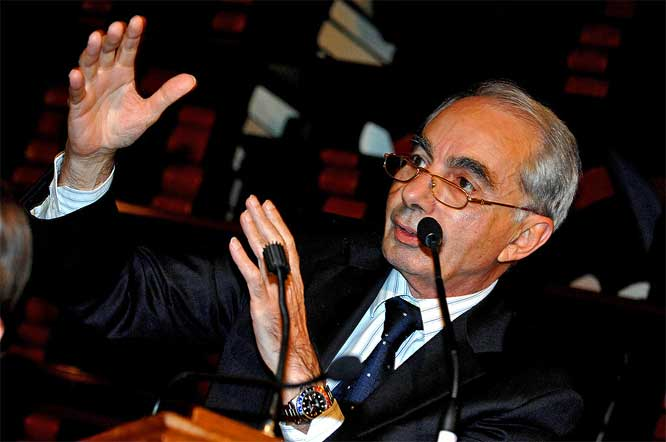
Giuliano Amato

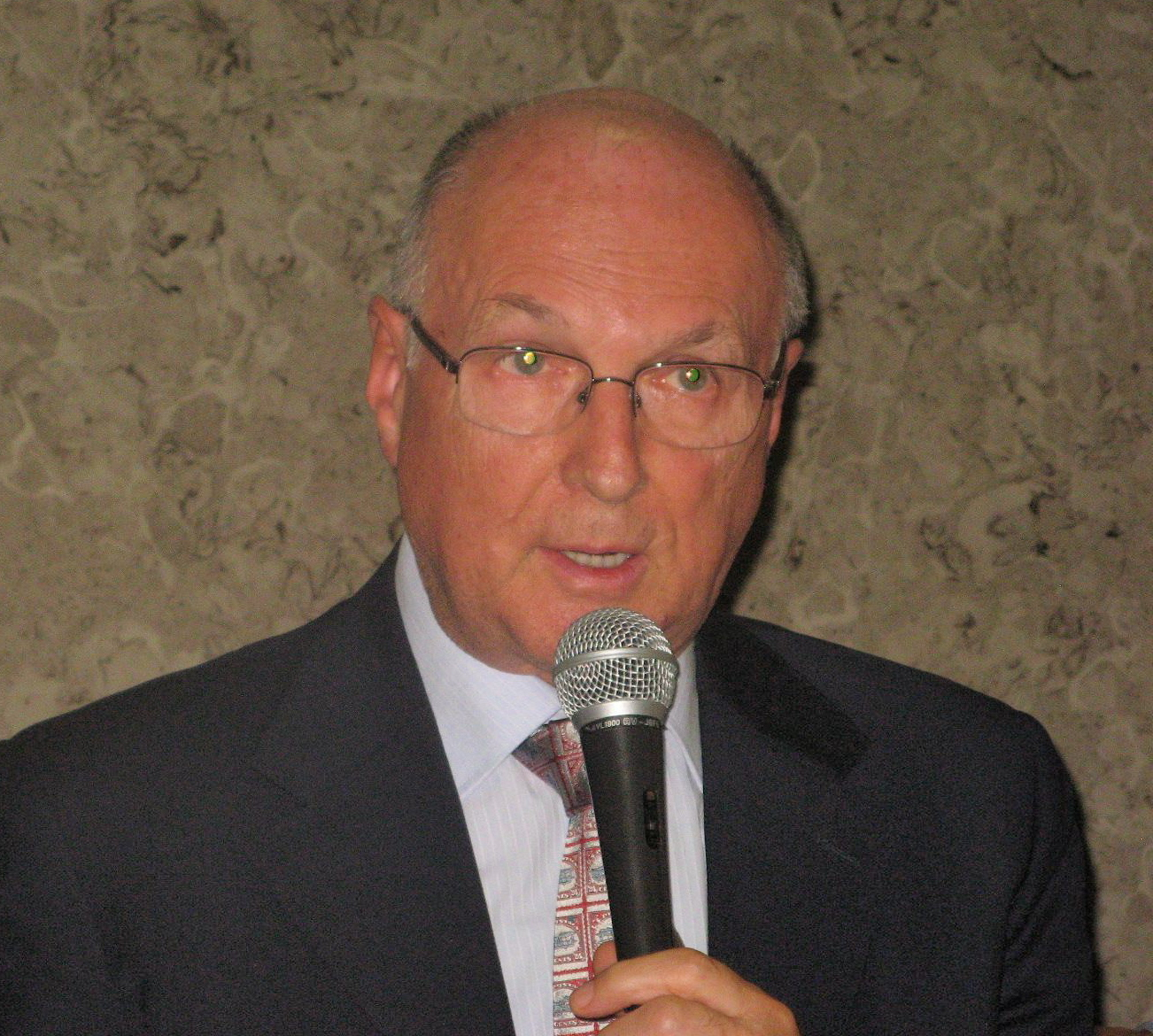
Livio Berruti

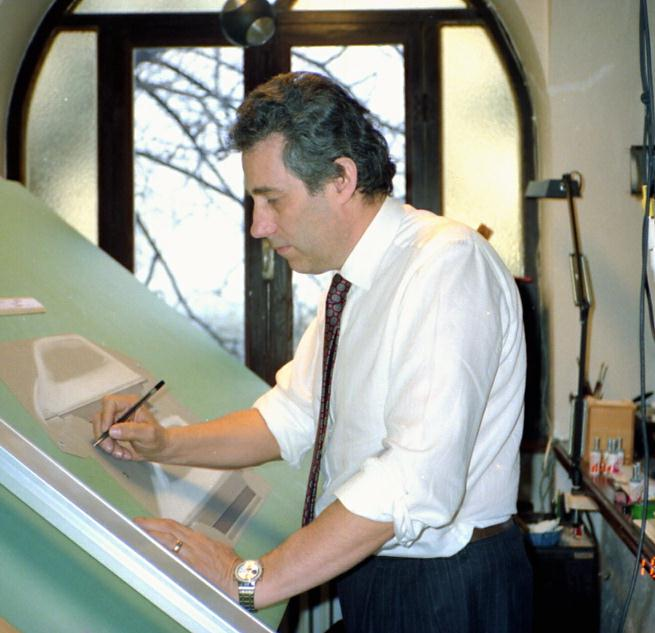
Paolo Martin

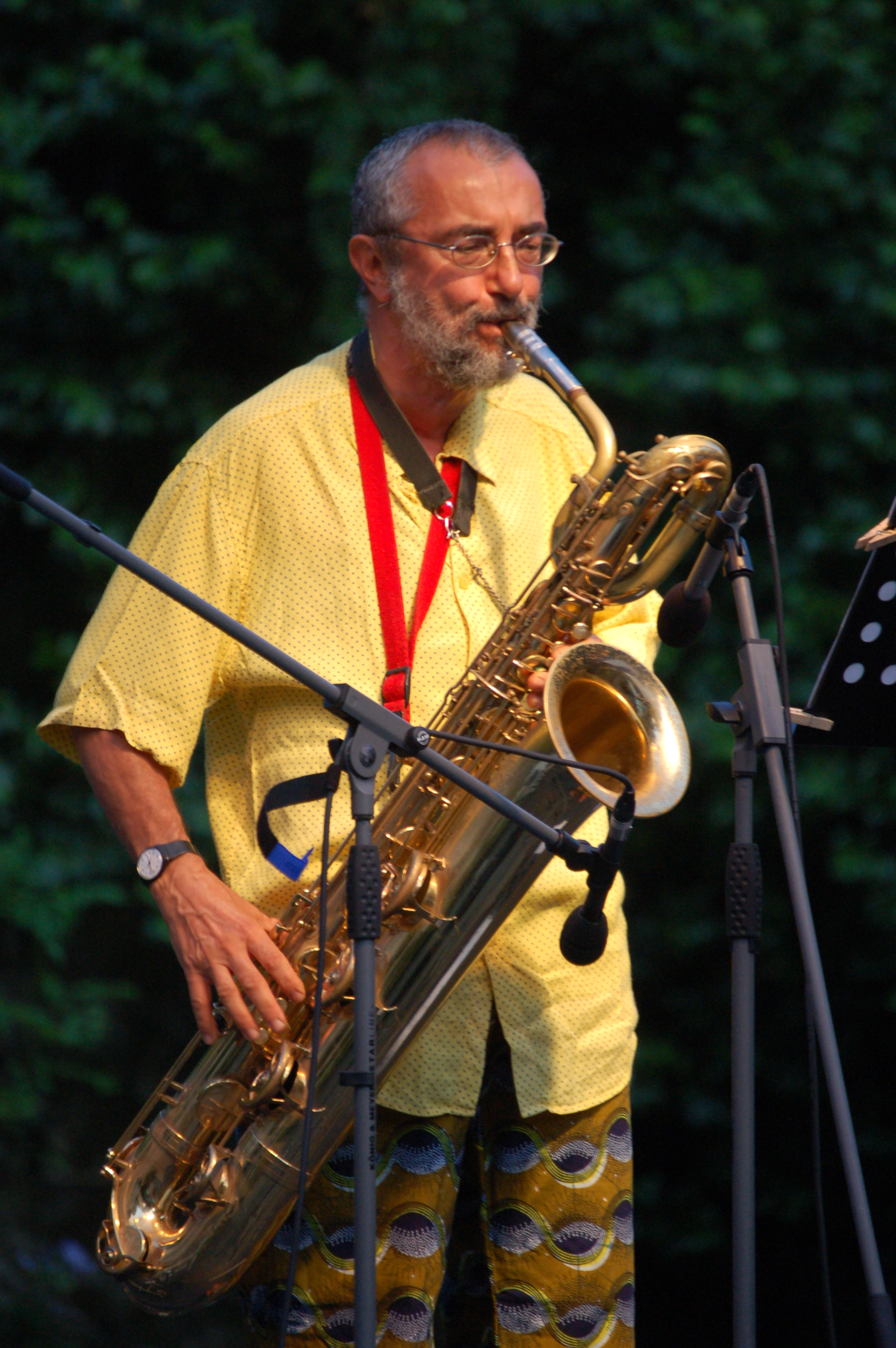
Carlo Actis Dato

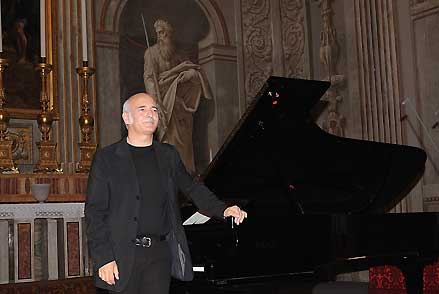
Ludovico Einaudi

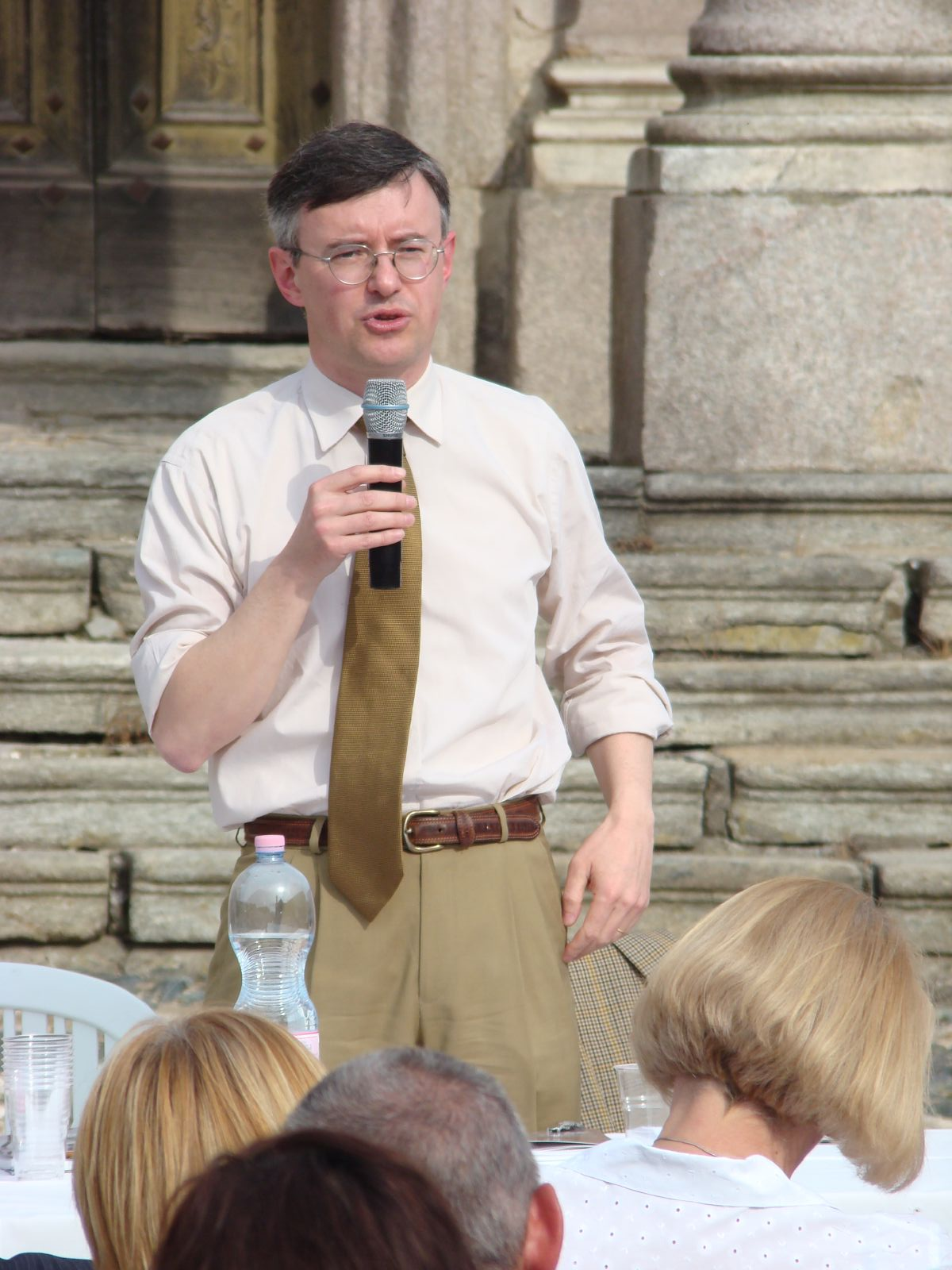
Alessandro Barbero

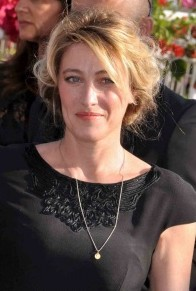
Valeria Bruni Tedeschi

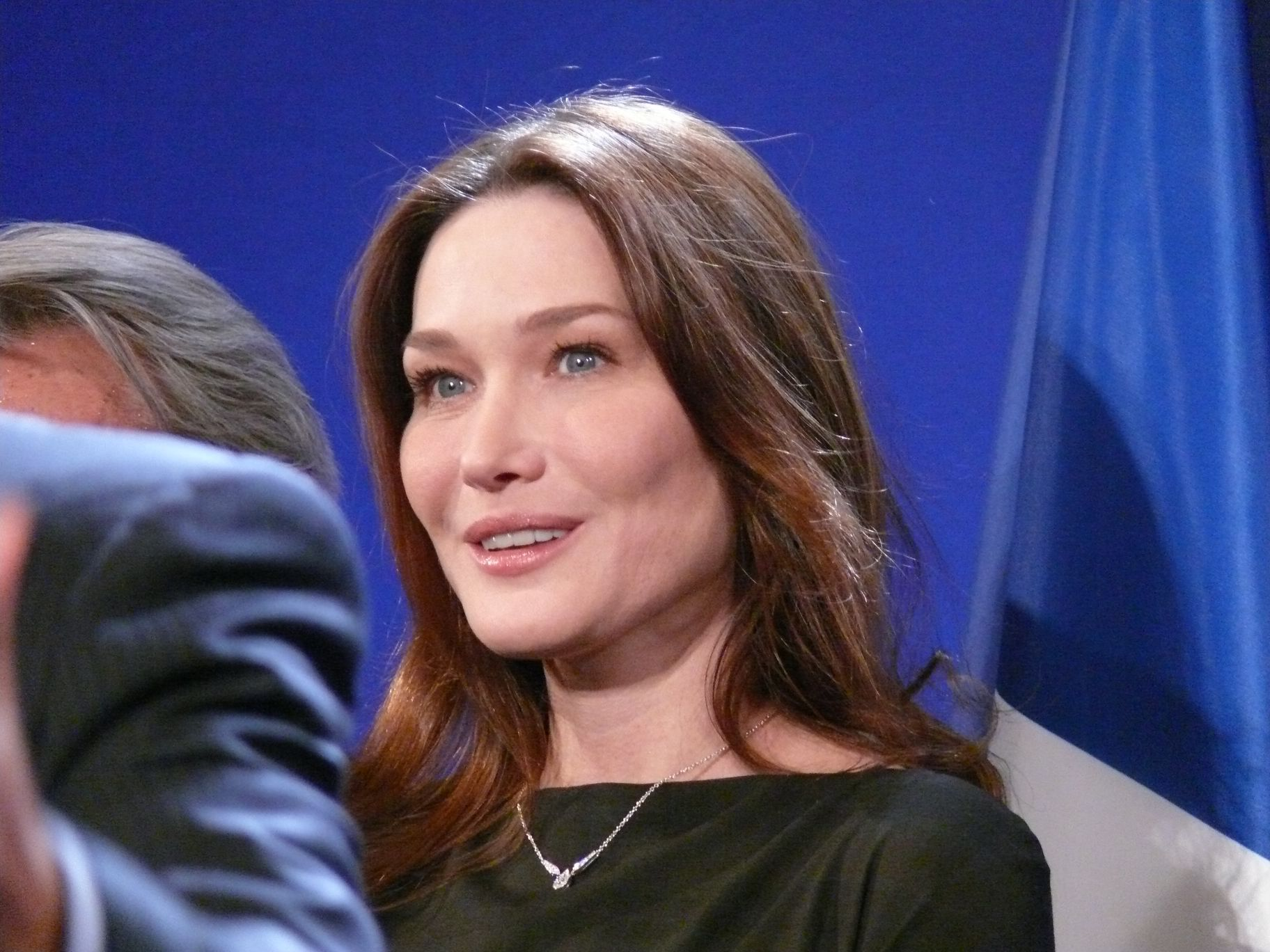
Carla Bruni

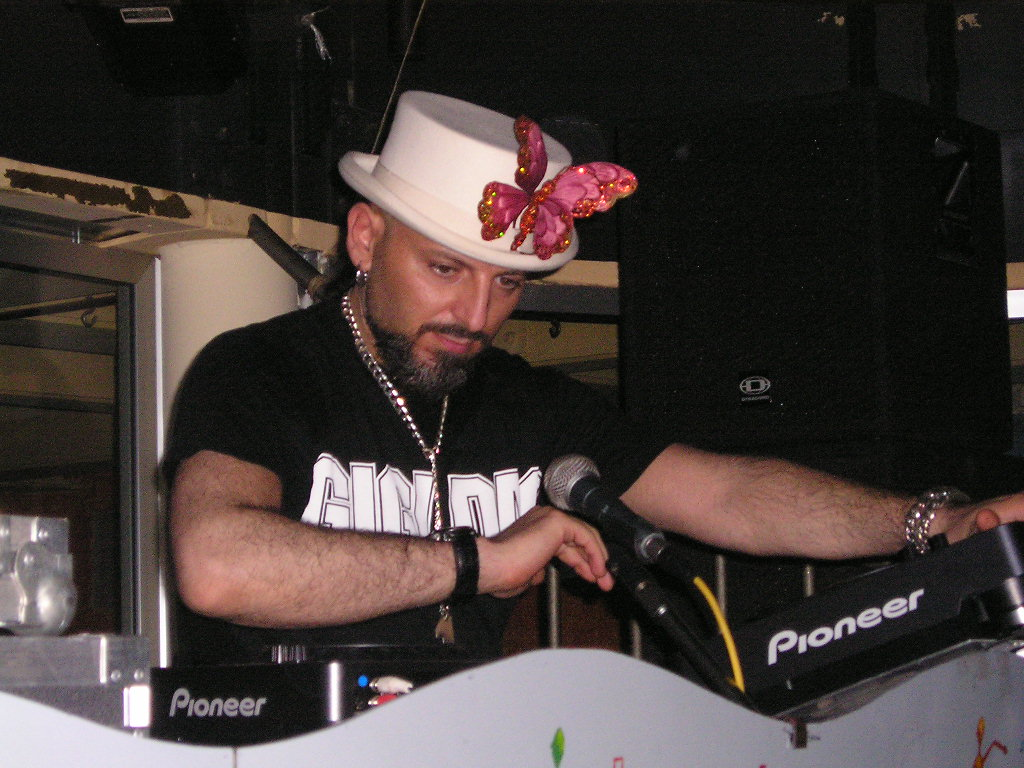
Gigi D’Agostino

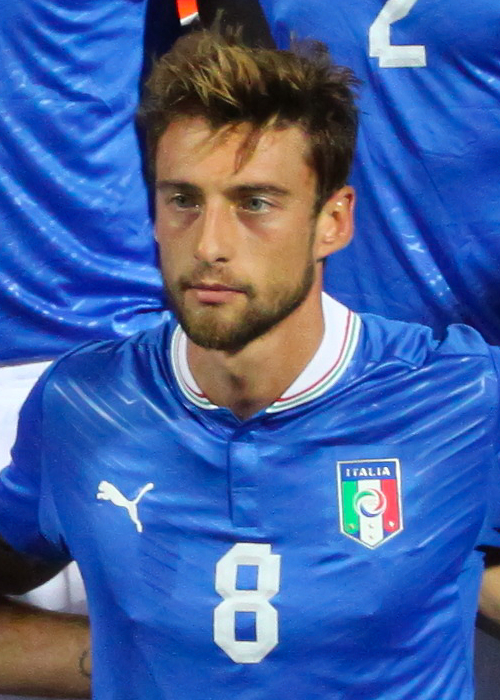
Claudio Marchisio

### Bis 1800
- Cristoforo della Rovere (1434–1478), Kardinal der Katholischen Kirche
- Karl II. (1488–1496), Herzog von Savoyen
- Viktor Amadeus I. (1587–1637), Herzog von Savoyen
- Cassiano Dal Pozzo (1588–1657), Gelehrter und Mäzen
- Margarete von Savoyen (1589–1655), Herzogin von Mantua und Monferrat
- Emanuele Tesauro (1592–1675), Rhetoriker, Schriftsteller, Historiker und Dramatiker
- Moritz von Savoyen (1593–1657), Kardinal der Römischen Kirche
- Thomas Franz (1596–1656), Adliger
- Ludovica Cristina von Savoyen (1629–1692), Prinzessin aus dem Haus Savoyen
- Franz Hyazinth (1632–1638), Adeliger
- Karl Emanuel II. (1634–1675), Herzog von Savoyen
- Margarete Jolande von Savoyen (1635–1663), Prinzessin aus dem Haus Savoyen
- Henriette Adelheid von Savoyen (1636–1676), Kurfürstin von Bayern
- Charles Maurice Le Tellier (1642–1710), Erzbischof von Reims
- Ercole Turinetti de Prié (1658–1726), Diplomat
- Viktor Amadeus II. (1666–1732), Herzog von Savoyen sowie König von Sizilien und Sardinien
- Charles Thomas Maillard de Tournon (1668–1710), Kardinal der katholischen Kirche
- Maria Adelaide von Savoyen (1685–1712), Prinzessin von Savoyen
- Joseph Anton Gabaleon von Wackerbarth-Salmour (1685–1761), kursächsischer Kabinettsminister, Oberhofmeister und Gesandter
- Giovanni Battista Somis (1686–1763), Violinist und Komponist
- Maria Luisa Gabriella von Savoyen (1688–1714), spanische Königin
- Giovanni Lorenzo Somis (1688–1775), Violinist und Komponist
- Viktor Amadeus I. von Savoyen-Carignan (1690–1741), Fürst zu Carignan
- Claudio Francesco Beaumont (1694–1766), Maler und Zeichner französischer Abstammung
- Juste-Aurèle Meissonnier (1695–1750), Zeichner, Maler, Bildhauer, Goldschmied und Architekt
- Vittorio Amedeo Costa (1698–1777), General und Vizekönig des Königreiches Sardinien-Piemont
- Karl Emanuel III. (1701–1773), Herzog von Savoyen und König von Sardinien-Piemont
- Jean-Pierre Guignon (1702–1774), Violinist und Komponist
- Joseph-Nicolas-Pancrace Royer (um 1705–1755), französischer Komponist, Cembalist und Sänger
- Carlo Antonio Bertinazzi (1710–1783), Schauspieler
- Paolo Maria Paciaudi (1710–1785), Theologe, Klassischer Archäologe und Antiquar
- Carlo Vittorio Amedeo delle Lanze (1712–1784), Kardinal der katholischen Kirche
- Felice Giardini (1716–1796), Violinist, Komponist und Operndirektor
- Raphael Bachi (1717–1767), Miniaturmaler
- Giuseppe Baretti (1719–1789), Dichter
- Carlo Giuseppe Filippa della Martiniana (1724–1802), Bischof von Vercelli und Kardinal
- Viktor Amadeus III. (1726–1796), König von Sardinien-Piemont und Herzog von Savoyen
- Carlo Allioni (1728–1804), Arzt, Zoologe, Paläontologe und Botaniker
- Gaetano Pugnani (1731–1798), Violinist und Komponist
- Joseph-Louis Lagrange (1736–1813), Mathematiker und Astronom
- Viktor Amadeus II. von Savoyen-Carignan (1743–1780), Fürst von Carignan aus dem Haus Savoyen
- Marie-Louise von Savoyen-Carignan (1749–1792), Prinzessin von Savoyen-Carignan
- Paolo Lamberto D’Allègre (1751–1821), römisch-katholischer Geistlicher
- Karl Emanuel IV. (1751–1819), König von Sardinien und Herzog von Savoyen
- Maria Josepha von Savoyen (1753–1810), Gräfin von Provence
- Maria Theresia von Savoyen (1756–1805), Prinzessin von Sardinien
- Francesco Galeazzi (1758–1819), Musiktheoretiker und Komponist
- Viktor Emanuel I. (1759–1824), König von Sardinien und Herzog von Savoyen
- Maria Carolina von Savoyen (1764–1782), Prinzessin von Sardinien
- Karl Felix (1765–1831), König von Sardinien und Herzog von Savoyen
- Diodata Saluzzo Roero (1774/1775–1840), Dichterin
- Felice Radicati (1775–1823), Violinist und Komponist
- Amedeo Avogadro (1776–1856), Physiker und Chemiker
- Pedro de Sousa Holstein (1781–1850), Markgraf von Palmela
- Amadeo Peyron (1785–1870), Orientalist und Sprachforscher
- Cesare Balbo (1789–1853), Staatsmann, Historiker und Schriftsteller
- Alberto La Marmora (1789–1863), General, Senator und Naturforscher
- Maria Beatrix von Savoyen (1792–1840), Herzogin von Modena
- Bartolomeo Bosco (1793–1863), Zauberkünstler
- Alessandro Asinari di San Marzano (1795–1876), Kurienerzbischof
- Karl Albert (1798–1849), König von Sardinien und Herzog von Savoyen
- Massimo d’Azeglio (1798–1866), Schriftsteller, Maler und Politiker
- Alessandro La Marmora (1799–1855), General

### 19. Jahrhundert

#### 1801 bis 1850
- Giuseppe Concone (1801–1861), Gesangsmeister
- Paul-Émile Botta (1802–1870), französischer Arzt, Politiker und Archäologe
- Alfonso La Marmora (1804–1878), Politiker und General
- Léon de Saint-Lubin (1805–1850), Geiger und Komponist
- Enrico Morozzo della Rocca (1807–1897), General und Politiker des Risorgimento
- Giovanni Cavalli (1808–1879), Generalleutnant und Erfinder
- Edoardo Giuseppe Rignon (1808–1853), Diplomat und Politiker
- Camillo Benso von Cavour (1810–1861), Staatsmann
- Matteo Eustachio Gonella (1811–1870), Kurienkardinal der römisch-katholischen Kirche
- Eugenio Fasciotti (1815–1898), Diplomat und Politiker
- Vittorio Emanuele Taparelli d’Azeglio (1816–1890), Diplomat und Politiker im Königreich Italien
- Ildephons Borgna (1817–1894), katholischer Titularerzbischof und Apostolischer Vikar
- Cesare Bonelli (1821–1904), Kriegsminister
- Carlo Felice Nicolis Robilant (1826–1888), General und Staatsmann
- Leonardo Murialdo (1828–1900), römisch-katholischer Priester und Ordensgründer
- Carlo Ceppi (1829–1921), Architekt
- Roberto Morra di Lavriano (1830–1917), General und Politiker
- Giovanni Geymet (1831–1900), General und Politiker
- Augusto Peiroleri (1831–1912), Diplomat und Politiker
- Benedetto Brin (1833–1898), Admiral
- Michael Rua (1837–1910), Generaloberer
- Angelo De Gubernatis (1840–1913), Orientalist, Dichter und Literaturhistoriker
- Richard zu Dohna-Schlobitten (1843–1916), Politiker
- Umberto I. (1844–1900), König von Italien
- Amadeus I. (1845–1890), König von Spanien
- Roberto Biscaretti di Ruffia (1845–1940), Unternehmer und Politiker
- Edoardo Brizio (1846–1907), Archäologe, Palethnologe und Professor für Archäologie, Numismatik und Kunstgeschichte
- Maria Pia von Savoyen (1847–1911), Prinzessin von Italien und Königin von Portugal
- Agostino Richelmy (1850–1923), Kardinal der katholischen Kirche

#### 1851 bis 1900
- Marie Thérèse Victoria Adélaïde Abbiate (1851–1889), französische Sängerin, Künstlername Amiati
- Guido Cora (1851–1917), Geograph und Kartograph
- Alberto Pestalozza (1851–1934), Komponist
- Leonardo Fea (1852–1903), Entdeckungsreisender, Zoologe, Zeichner und Tiersammler
- Giovanni Gallina (1852–1936), Diplomat und Politiker
- Edoardo Pulciano (1852–1911), Bischof von Casale Monferrato, Novara und Erzbischof von Genua
- Davide Calandra (1856–1915), Bildhauer
- Medardo Rosso (1858–1928), italienisch-französischer Bildhauer
- Paolo Thaon di Revel (1859–1948), Großadmiral und Senator
- Alberto Franchetti (1860–1942), Komponist
- Félix Fénéon (1861–1944), französischer Anarchist, Journalist und Kunstkritiker
- Stanislao Gastaldon (1861–1939), Komponist
- Michele Ceriana Mayneri (1861–1930), Politiker, Industrieller und Fußballspieler
- Lodovico Scarfiotti (1862–1924), Jurist und Unternehmer
- Nicola Spinelli (1865–1909), Komponist, Pianist und Dirigent
- Pietro Fenoglio (1865–1927), Architekt
- Leone Sinigaglia (1868–1944), Komponist
- Arturo Ambrosio (1869–1960), Produzent und Regisseur
- Carlo Montù (1869–1949), Offizier, Flieger, Politiker, Ingenieur, Fußballspieler und Sportfunktionär
- Natale Gabriele Moriondo (1870–1946), römisch-katholischer Ordensgeistlicher
- Giacomo Balla (1871–1958), Maler
- Luigi Barlassina (1872–1947), Patriarch von Jerusalem
- Calisto Bertramo (1875–1941), Schauspieler
- Beppo Levi (1875–1961), Mathematiker
- Marius Besson (1876–1945), Bischof
- Renzo Chiosso (1877–1949), Drehbuchautor, Schriftsteller und Filmregisseur
- Vanni Marcoux (1877–1962), französischer Sänger
- Vittorio Ambrosio (1879–1958), General
- Carlo Biscaretti di Ruffia (1879–1959), Industriedesigner und Grafiker
- Jean Porporato (1879–?), französischer Automobilrennfahrer
- Alessandro Guidoni (1880–1928), Flugpionier und General
- Felice Nazzaro (1881–1940), Automobilrennfahrer
- Giovanni Vitrotti (1882–1966), Kameramann
- Alessandro Cagno (1883–1971), Automobilrennfahrer
- Alfredo Casella (1883–1947), Komponist, Pianist, Dirigent, Musikschriftsteller und Musikkritiker
- Eugenio Elia Levi (1883–1917), Mathematiker und Physiker
- Oreste Mazzia (1883–1918), Fußballspieler und Mediziner
- Nina Ricci (1883–1970), Designerin
- Emma Strada (1884–1970), Ingenieurin
- Mario Arisio (1885–1950), Offizier des Heeres im Königreich Italien
- Mario Ferraris (1885–1959), Fußballspieler
- Giovanni Germanetto (1885–1959), Politiker, Gewerkschafter und Autor
- Giuseppe Hess (1885–1967), Jurist, Fußballspieler und Sportfunktionär
- Tulio Vesprini (1885–1951), Automobilrennfahrer
- Gustavo Colonnetti (1886–1968), Bauingenieur
- Lorenzo Dalmazzo (1886–1959), Offizier des Heeres im Königreich Italien
- Adalberto Garelli (1886–1968), Ingenieur, Unternehmer und Pionier des Motorradbaus
- Vittorio Pozzo (1886–1968), Fußballspieler und -trainer
- Carl von Salis (1886–1941), Maler und Zeichner
- Benvenuto Terracini (1886–1968), Linguist und Romanist
- Alberto Barberis (1887–1920), Fußballspieler und Jurist
- Pietro Bordino (1887–1928), Automobilrennfahrer
- Carlo Durando (1887–1969), Radrennfahrer
- Federico Della Ferrera (1887–1965), Rad- und Motorradrennfahrer sowie Ingenieur und Unternehmer
- Vittorio Faroppa (1887–1958), Fußballspieler und -trainer
- Giacinto Ghia (1887–1944), Karosseriebauer
- Angelo Gremo (1887–1940), Radrennfahrer
- Evasio Lampiano (1888–1923), Automobilrennfahrer
- Nino Oxilia (1889–1917), Filmregisseur und Autor
- Marco Elter (1890–1945), Filmregisseur und Skisportler
- Enrico Giaccone (1890–1923), Automobilrennfahrer
- Biagio Nazzaro (1890–1922), Automobil- und Motorradrennfahrer
- Carlo Salamano (1890–1969), Automobilrennfahrer
- Carlo Maria Franzero (1892–1986), Journalist und Schriftsteller
- Luigi Maiocco (1892–1965), Turner
- Ettore Ovazza (1892–1943), Bankier und Unternehmer
- Alessandro Butti (1893–1959), Typograph
- Tancredi Pasero (1893–1983), Opernsänger
- Alfredo Pezzana (1893–1986), Fechter
- Battista Pininfarina (1893–1966), Karosseriebauer
- Pitigrilli (eigentlich Dino Segre; 1893–1975), Schriftsteller und Journalist
- Leopoldo Torricelli (1893–1930), Radrennfahrer
- Léon Camille Marius Croizat (1894–1982), französisch-italienischer Botaniker
- Edoardo Lamberti (1895–1968), Kameramann
- Enrico Marone Cinzano (1895–1968), Unternehmer und Fußballfunktionär
- Alberto Massimino (1895–1975), Auto- und Motorenkonstrukteur
- Federico Gay (1896–1989), Radrennfahrer
- Manlio Giovanni Brosio (1897–1980), Politiker und NATO-Generalsekretär
- Ferruccio Novo (1897–1974), Fußballtrainer und -funktionär
- Amedeo von Savoyen-Aosta (1898–1942), Gouverneur und Vizekönig von Italienisch-Ostafrika
- Henri Théodore Pigozzi (1898–1964), französisch-italienischer Kaufmann und Industrieller
- Piero Sraffa (1898–1983), Wirtschaftswissenschaftler
- Carlo Arnaudi (1899–1970), Agrarwissenschaftler, Mikrobiologe, Hochschullehrer und Politiker
- Cesare Meano (1899–1957), Drehbuchautor und Theaterregisseur
- Gabriele Mucchi (1899–2002), Maler, Grafiker und Architekt
- Aimone, 4. Herzog von Aosta und Herzog von Spoleto (1900–1948), designierter König von Kroatien
- Giovanni Giacone (1900–1964), Fußballspieler
- Nino Rezzonico (1900–1974), Politiker

### 20. Jahrhundert

#### 1901 bis 1910
- Ennio Cerlesi (1901–1951), Schauspieler und Synchronsprecher
- Pier Giorgio Frassati (1901–1925), Student und Alpinist
- Piero Gobetti (1901–1926), Publizist und Politiker
- Medardo Griotto (1901–1943), Antifaschist
- Stefano Bonatti (1902–1968), Mineraloge, Petrograph, Chemiker und Kristallograph
- Gianpiero Combi (1902–1956), Fußballtorhüter
- Mario Craveri (1902–1990), Kameramann und Dokumentarfilmer
- Alessandro Passerin d’Entrèves (1902–1985), Rechtsphilosoph und Romanist
- Carlo Levi (1902–1975), Schriftsteller, Maler und Politiker
- Erminio Macario (1902–1980), Schauspieler und Komiker
- Celeste Rinaldi (1902–1977), Ägyptologe, Bauingenieur und Architekt
- Teofilo Rossi di Montelera (1902–1991), Unternehmer, Bobsportler, Motorboot- und Automobilrennfahrer sowie Sportfunktionär
- Mario Ferrero (1903–1964), Fußballspieler
- Leo Menardi (1903–1954), Filmregisseur und -produzent
- Beniamino Segre (1903–1977), Mathematiker
- Renato Zanone (1903–1982), Radrennfahrer
- Piero Polano (1904–1991), Radrennfahrer
- Mario Segre (1904–1944), Epigraphiker
- Carlo Borghesio (1905–1983), Drehbuchautor und Filmregisseur
- Max Calandri (1906–nach 1956), Filmschaffender
- Cesare Facciani (1906–1938), Radrennfahrer und Olympiasieger
- Giuseppe Farina (1906–1966), Automobilrennfahrer
- Mario Soldati (1906–1999), Schriftsteller, Drehbuchautor und Regisseur
- Evelina Valabrega (1907–1944), Hausfrau; Opfer des Holocaust
- Ludovico Geymonat (1908–1991), Philosoph
- Aurelio Peccei (1908–1984), Industrieller
- Tullio Pinelli (1908–2009), Schriftsteller und Drehbuchautor
- Franco Rol (1908–1977), Automobilrennfahrer
- Giulio Carlo Argan (1909–1992), Kunsthistoriker und Politiker
- Norberto Bobbio (1909–2004), Rechtsphilosoph und Publizist
- Paola Levi Montalcini (1909–2000), Malerin
- Rita Levi-Montalcini (1909–2012), Neurologin, Neurobiologin und Nobelpreisträgerin
- Cesare Valinasso (1909–1990), Fußballspieler
- Gian-Carlo Wick (1909–1992), Physiker
- Pier Giorgio Chiappero (1910–1963), römisch-katholischer Ordensgeistlicher und Weihbischof im Lateinischen Patriarchat von Jerusalem
- Vittorio Foa (1910–2008), Politiker
- Ugo Sasso (1910–1981), Schauspieler
- Angelo Varetto (1910–2001), Radrennfahrer

#### 1911 bis 1920
- Pierre Marie Gallois (1911–2010), französischer Brigadegeneral
- Aly Khan (1911–1960), pakistanischer Prinz
- Ugo Fano (1912–2001), Physiker
- Mario Genta (1912–1993), Fußballspieler und -trainer
- Salvador Edward Luria (1912–1991), US-amerikanischer Mikrobiologe
- Mauro Racca (1912–1977), Fechter
- Alfredo Bai (1913–1980), Künstler
- Pietro Frua (1913–1983), Automobildesigner
- Marcello Giannini (1913–1985), Filmschaffender
- Giuseppe Bertone (1914–1997), Automobildesigner und -konstrukteur
- Marcel Bich (1914–1994), französischer Industrieller und Segler
- Franco Levi (1914–2009), Bauingenieur
- Giovanni Pugliese (1914–1995), Rechtswissenschaftler, Rechtshistoriker und Hochschullehrer
- Giuseppe Valdengo (1914–2007), Opernsänger
- Caterina Boratto (1915–2010), Schauspielerin
- Mag Bodard, geb. als Marguerite Perato (1916–2019), französische Filmproduzentin
- Guglielmo Gabetto (1916–1949), Fußballspieler
- Eugenio Gentili Tedeschi (1916–2005), Architekt, Designer, Hochschullehrer und Autor
- Giorgio Colli (1917–1979), Philosoph, Lehrer, Literaturwissenschaftler und Übersetzer
- Robert Fano (1917–2016), Professor für Elektrotechnik und Informatik
- Amelia Piccinini (1917–1979), Leichtathletin
- Giovanni Cheli (1918–2013), Diplomat
- Carol Rama (1918–2015), Malerin
- Primo Levi (1919–1987), Schriftsteller und Chemiker
- Carlo Savina (1919–2002), Filmkomponist
- Paolo Soleri (1919–2013), Architekt
- Carlo Alberto Chiesa (1920–1960), Filmeditor und Drehbuchautor

#### 1921 bis 1930
- Giovanni Agnelli (1921–2003), Industrieller und geschäftsführender Gesellschafter von Fiat
- Giuseppe Delfino (1921–1999), Fechter
- Giovanni Michelotti (1921–1980), Automobildesigner
- Carlo Parola (1921–2000), Fußballspieler und -trainer
- Piero Piccioni (1921–2004), Filmkomponist und Anwalt
- Ercole Rabitti (1921–2009), Fußballspieler und -trainer
- Ada Valeria Ruhl Bonazzola (1921–2004), Politikerin
- Susanna Agnelli (1922–2009), Politikerin
- Fernaldo Di Giammatteo (1922–2005), Filmkritiker, -historiker und Dokumentarfilmer
- Primo Nebiolo (1923–1999), Sportfunktionär
- Franco Sibilla (1923–2008), Bischof von Asti
- Adalberto Albertini (1924–1999), Kameramann und Filmregisseur
- Paolo Molinari SJ (1924–2014), Jesuit und Theologe
- Oscar Valdambrini (1924–1997), Trompeter
- Angelo Conterno (1925–2007), Radrennfahrer
- Paolo Gobetti (1925–1995), Filmjournalist und Dokumentarfilmer
- Andrea Cordero Lanza di Montezemolo (1925–2017), Apostolischer Nuntius in Nicaragua, Honduras, Uruguay, Israel, Italien und San Marino, Kardinal und Diplomat des Vatikans
- Mario Alinei (1926–2018), Italianist und Sprachwissenschaftler
- Carlo Fruttero (1926–2012), Schriftsteller, Verlagslektor, Übersetzer und Publizist
- Marisa Merz (1926–2019), Bildhauerin und Installationskünstlerin
- Piero Operto (1926–1949), Fußballspieler
- Nini Rosso (1926–1994), Jazz-Trompeter und Komponist
- Alfieri Canavero (1927–2020), Kameramann
- Guido Ceronetti (1927–2018), Aphoristiker, Dichter, Schriftsteller, Dramaturg und Journalist
- Jacek Karpiński (1927–2010), polnischer Pionier der Informatik
- Carlo Maria Martini (1927–2012), Erzbischof von Mailand
- Luigi Scattini (1927–2010), Filmregisseur
- Graziella Sciutti (1927–2001), Sopranistin
- Felice Andreasi (1928–2005), Schauspieler
- Piero Angela (1928–2022), Wissenschaftsjournalist, Fernsehmoderator und Buchautor
- Gianni Bongioanni (1921–2018), Regisseur
- Sergio Fubini (1928–2005), Physiker
- Gino Munaron (1928–2009), Automobilrennfahrer
- Adolfo Sarti (1928–1992), Jurist und Politiker
- Domenico Corcione (1929–2020), General
- Ferruccio Amendola (1930–2001), Schauspieler und Synchronsprecher

#### 1931 bis 1940
- Giorgio Ardisson (1931–2014), Schauspieler
- Andrea Bruno (1931–2025), Architekt
- Tullio Regge (1931–2014), Physiker
- Sergio Zardini (1931–1966), italienisch-kanadischer Bobfahrer
- Carlo-Maria Abate (1932–2019), Automobilrennfahrer
- Nino Defilippis (1932–2010), Radrennfahrer
- Walter Basano (* 1933), Karosseriebauer und Automobildesigner (u. a. Carrozzeria Sibona-Basano)
- Ludovico Scarfiotti (1933–1968), Formel-1- und Sportwagenrennfahrer
- Francesco Valdambrini (1933–2007), Komponist und Musikpädagoge
- Carlo De Benedetti (* 1934), Unternehmer und Ingenieur
- Flavio Emoli (1934–2015), Fußballspieler
- Ferruccio Casacci (1934–2011), Schauspieler und Filmschaffender
- Aldo Maccione (* 1935), Schauspieler
- Franco Mondini (1935–2019), Jazzmusiker und Journalist
- Marisa Allasio (* 1936), Schauspielerin
- Luciano Fabro (1936–2007), Maler und Objektkünstler
- Achille Occhetto (* 1936), Politiker
- Glauco Onorato (1936–2009), Schauspieler
- Guido Scala (1936–2001), Karikaturist
- Carlo Simonigh (1936–2014), Bahnradsportler
- Gianni Vattimo (1936–2023), Philosoph, Autor und Politiker
- Valerio Zanone (1936–2016), Politiker, Bürgermeister Turins, Umweltminister und Verteidigungsminister Italiens
- Giulio Berruti (* 1937), Drehbuchautor und Filmregisseur
- Carlo Mattrel (1937–1976), Fußballspieler
- Giuliano Amato (* 1938), Politiker
- Anna Bravo (1938–2019), Historikerin, Universitätsdozentin, Feministin und Autorin
- Ernesto Ferrero (1938–2023), Schriftsteller und Literaturkritiker
- Marcello Gandini (1938–2024), Automobildesigner
- Massimo Manuelli (* 1938), Filmregisseur
- Edoardo Anderheggen (* 1939), Bauingenieur und Informatiker
- Carlo Becchi (* 1939), Physiker
- Livio Berruti (* 1939), Leichtathlet
- Roberto Bisacco (1939–2022), Schauspieler
- Corrado Farina (1939–2016), Filmregisseur, Drehbuchautor und Romancier
- Cesare Fiorio (* 1939), Manager in der Formel 1
- Carlo Ginzburg (* 1939), Historiker und Kulturwissenschaftler
- Giorgio Rossano (1939–2016), Fußballspieler
- Alighiero Boetti (1940–1994), Grafiker, Maler und Objektkünstler
- Margherita Oggero (* 1940), Schriftstellerin und Lehrerin

#### 1941 bis 1950
- Salvatore Accardo (* 1941), Violinist und Dirigent
- Cesare Salvadori (1941–2021), Fechter
- Italo Zilioli (* 1941), Radrennfahrer
- Pietro Bellotti (1942–2022), Ringer
- Milena Canonero (* 1942), Kostümdesignerin
- Sandro Mazzola (* 1942), Fußballspieler
- Roberto Faenza (* 1943), Filmregisseur und Drehbuchautor
- Paolo Martin (* 1943), Designer
- Franco Patria (1943–1964), Rallye- und Rundstreckenrennfahrer
- Costanzo Preve (1943–2013), Philosoph und politischer Theoretiker
- Franco Barberi (* 1944), Dokumentarfilmer
- Renato Canova (* 1944), Leichtathletiktrainer
- Piero Soria (* 1944), Journalist und Schriftsteller
- Ferruccio Mazzola (1945–2013), Fußballspieler und -trainer
- Rita Pavone (* 1945), Schlagersängerin
- Dino Rora (1945–1966), Schwimmer
- Riccardo Zegna (* 1946), Jazzmusiker
- Mario Borghezio (* 1947), Politiker
- Flavio Bucci (1947–2020), Schauspieler
- Franco Cagnotto (* 1947), Turmspringer
- Antonio Carella (* 1949), Filmregisseur und Dokumentarfilmer
- Luigi Taverna (* 1949), Automobilrennfahrer
- Roberto Bettega (* 1950), Fußballspieler
- Gianfranco Brancatelli (* 1950), Automobilrennfahrer
- Paola Navone (* 1950), Architektin und Designerin
- Fabrizia Pons (* 1950), Rallye-Fahrerin und -Copilotin

#### 1951 bis 1960
- Oscar Avogadro (1951–2010), Liedtexter und Drehbuchautor
- Lorenzo Ferrero (* 1951), Komponist und Librettist
- Lorenzo Minoli (* 1951), Filmproduzent, Schauspieler und Drehbuchautor
- Alessandro Corbelli (* 1952), Bariton
- Carlo Actis Dato (* 1952), Musiker und Komponist
- Diego Gambetta (* 1952), Sozialwissenschaftler
- Pierluigi Pairetto (* 1952), Fußballschiedsrichter
- Umberto Tozzi (* 1952), Musiker
- Claudio Graziano (1953–2024), Generalstabschef des italienischen Heeres
- Carlo Chenis (1954–2010), Ordenspriester und Bischof
- Claudio Lodati (* 1954), Jazz-Gitarrist
- Massimo Mazzucco (* 1954), Filmregisseur und Drehbuchautor
- Bruno Sarda (* 1954), Comicautor
- Domenico Siniscalco (* 1954), Wirtschaftswissenschaftler
- Ludovico Einaudi (* 1955), Komponist und Pianist
- Claudio Garella (1955–2022), Fußballtorhüter
- Paola Piglia (* 1955), Künstlerin
- Claudio Ronco (* 1955), Cellist, Komponist und Musikwissenschaftler
- Corrado Franco (* 1956), Filmregisseur und Drehbuchautor
- Andrea Pininfarina (1957–2008), Unternehmer
- Paolo Pininfarina (1958–2024), Ingenieur, Designer und Unternehmer
- Alberto Bader (* 1959), Werbefotograf und Filmregisseur
- Alessandro Barbero (* 1959), Historiker und Hochschullehrer
- Guido Chiesa (* 1959), Regisseur
- Piergiorgio Gay (* 1959), Filmregisseur und Drehbuchautor
- Marco Rizzo (* 1959), Politiker
- Valerio Varesi (* 1959), Journalist und Krimi-Schriftsteller
- Elena Loewenthal (* 1960), Schriftstellerin, Journalistin, Herausgeberin und Übersetzerin
- Gianfranco Miletto (* 1960), Judaist, Autor und Professor

#### 1961 bis 1970
- Flavio Boltro (* 1961), Jazz-Trompeter
- Giancarlo Camolese (* 1961), Fußballspieler und -trainer
- Alba Parietti (* 1961), Sängerin, Schauspielerin und Fernsehmoderatorin
- Marco Brunetti (* 1962), römisch-katholischer Geistlicher, Bischof von Alba
- Roberto Serniotti (* 1962), Volleyballtrainer
- Maria Curatolo (* 1963), Langstreckenläuferin
- Pietro Ferrero junior (1963–2011), Unternehmer
- Raffaella Baracchi (* 1964), Schauspielerin und Model
- Giulio Base (* 1964), Schauspieler und Filmregisseur
- Elena Belci-Dal Farra (* 1964), Eisschnellläuferin und Shorttrackerin
- Andrea Molino (* 1964), Komponist und Dirigent
- Valeria Bruni Tedeschi (* 1964), italienisch-französische Schauspielerin, Filmregisseurin, Drehbuchautorin und Sängerin
- Marco Travaglio (* 1964), Journalist, Publizist und Schriftsteller
- Ettore Bulgarelli (* 1965), Ruderer
- Giuseppe Caire (* 1965), Nachrichtentechniker
- Giuseppe Culicchia (* 1965), Bestseller-Autor und freier Journalist
- Alex Fiorio (* 1965), Rallyefahrer
- Marzia Peretti (* 1965), Eisschnellläuferin und Shorttrackerin
- Michele Rabbia (* 1965), Jazz-Schlagzeuger
- Davide Livermore (* 1966), Regisseur, Bühnen- und Kostümbildner, Lichtdesigner, Sänger, Tänzer, Schauspieler, Theaterautor und Intendant
- Michele Padovano (* 1966), Fußballspieler
- Cristina Siccardi (* 1966), Autorin und Journalistin
- Carla Bruni (* 1967), Musikerin und Model
- Gigi D’Agostino (* 1967), DJ, Remixer und Musikproduzent
- Marina Meinander (* 1967), Dramaturgin
- Roberto Rosetti (* 1967), Fußballschiedsrichter
- Walter Erbì (* 1968), römisch-katholischer Erzbischof und Diplomat des Heiligen Stuhls
- Gianluca Giraudi (* 1968), Automobilrennfahrer
- Alessandro Giraudo (* 1968), römisch-katholischer Geistlicher, Weihbischof in Turin
- Frankie Hi-NRG MC (Francesco Di Gesù; * 1969), Rapper und Cantautore
- Stellario Fagone (* 1970), Dirigent, Pianist, Komponist und Chorleiter
- Bernardino Giordano (* 1970), römisch-katholischer Geistlicher, Bischof von Pitigliano-Sovana-Orbetello und Grosseto

#### 1971 bis 1980
- Ezio Bosso (1971–2020), Komponist, Pianist, Dirigent, Kontrabassist
- Laura Chiesa (* 1971), Fechterin
- Stefania Rocca (* 1971), Schauspielerin
- Alberto Cirio (* 1972), Politiker
- Barbara Merlin (* 1972), Skirennläuferin
- Fabio Geda (* 1972), Schriftsteller
- Giovanna Tinetti (* 1972), Physikerin, Astronomin und Hochschullehrerin
- Fabrizio Bosso (* 1973), Jazztrompeter
- Francesco Dillon (* 1973), Cellist und Musikpädagoge
- Andrea Agnelli (* 1975), Industrieller und Fußballfunktionär
- Dom Capuano (* 1975), Musikproduzent und Komponist
- Alessandra Merlin (* 1975), Skirennläuferin
- Juriy Cannarsa (* 1976), Fußballspieler und -trainer
- Simone Loria (* 1976), Fußballspieler
- Cristian Saracco (* 1976), Snowboarder
- Fabio Carta (* 1977), Shorttracker
- Matteo Fornasier (* 1977), Rechtswissenschaftler
- Paola Pisano (* 1977), Politikerin
- Luca Argentero (* 1978), Schauspieler, Synchronsprecher, Filmproduzent und Model
- Nadia Cortassa (* 1978), Triathletin
- Cristina Serafini (* 1978), Schauspielerin
- Nicola Drocco (* 1979), Skeletonfahrer
- Federico Cappellazzo (* 1980), Schwimmer
- Marta Capurso (* 1980), Shorttrackerin
- Roberto Rolfo (* 1980), Motorradrennfahrer

#### 1981 bis 1990
- Federico Balzaretti (* 1981), Fußballspieler
- Andrea Gasbarroni (* 1981), Fußballspieler
- Edoardo Molinari (* 1981), Profigolfer
- Roberto Negro (* 1981), Jazzmusiker
- Marco Bianco (* 1982), Cyclocrossfahrer und Sportsoldat
- Paolo Giordano (* 1982), Schriftsteller
- Francesco Molinari (* 1982), Profigolfer
- Stefania Chieppa (* 1983), Tennisspielerin
- Francesco Dracone (* 1983), Automobilrennfahrer
- Loris Facci (* 1983), Schwimmer
- Alessandro Gazzi (* 1983), Fußballspieler
- Federico Tolardo (* 1983), Theater- und Filmschauspieler
- Andrea Mantovani (* 1984), Fußballspieler
- Luca Pairetto (* 1984), Fußballschiedsrichter
- Fabio Cerutti (* 1985), Leichtathlet
- Claudio Marchisio (* 1986), Fußballspieler
- Robert Acquafresca (* 1987), Fußballspieler
- Giulia Gatto-Monticone (* 1987), Tennisspielerin
- Sebastian Giovinco (* 1987), Fußballspieler
- Davide Lanzafame (* 1987), Fußballspieler
- Dario Venitucci (* 1987), Fußballspieler
- Lorenzo Ariaudo (* 1989), Fußballspieler
- Marco Fassinotti (* 1989), Hochspringer
- Davide Manenti (* 1989), Leichtathlet
- Fabio Felline (* 1990), Radrennfahrer
- Gianluca Lapadula (* 1990), peruanischer Fußballspieler
- Luca Marrone (* 1990), Fußballspieler
- Fausto Rossi (* 1990), Fußballspieler

#### 1991 bis 2000
- Martina Amidei (* 1991), Leichtathletin
- Simone Benedetti (* 1992), Fußballspieler
- Ambra Gutierrez (* 1992), Model
- Martina Rosucci (* 1992), Fußballspielerin
- Stefano Ghisolfi (* 1993), Sport- und Felskletterer
- Martina Merlo (* 1993), Leichtathletin
- Greta Masserano (* 1994), Ruderin
- Lorenzo Sonego (* 1995), Tennisspieler
- Andrea Vavassori (* 1995), Tennisspieler
- Daisy Osakue (* 1996), Diskuswerferin
- Francesco Bagnaia (* 1997), Motorradrennfahrer
- Anita Gulli (* 1998), Skirennläuferin
- Lucrezia Lorenzi (* 1998), Skirennläuferin
- Alessandro Miressi (* 1998), Schwimmer
- Linda Olivieri (* 1998), Leichtathletin
- Pietro Arese (* 1999), Leichtathlet
- Alessandro Buongiorno (* 1999), Fußballspieler
- Silvia Crosio (* 1999), Ruderin
- Giorgio Malan (* 2000), Moderner Fünfkämpfer

### 21. Jahrhundert
- Filippo Moroni (* 2001), Tennisspieler
- Gabriele Casadei (* 2002), Kanute
- Eleonora Gasparrini (* 2002), Radrennfahrerin
- Ezio Leonetti (* 2002), albanischer Skirennläufer
- Franco Tongya (* 2002), italienisch-kamerunischer Fußballspieler
- Gaya Bertello (* 2003), Sprinterin
- Simone Bertelli (* 2004), Stabhochspringer
- Matilde Lorenzi (2004–2024), Skirennläuferin
- Alberto Surra (* 2004), Motorradrennfahrer
- Ian Matteoli (* 2005), Snowboarder
- Lara Colturi (* 2006), albanisch-italienische Skirennläuferin

## Bekannte Einwohner von Turin

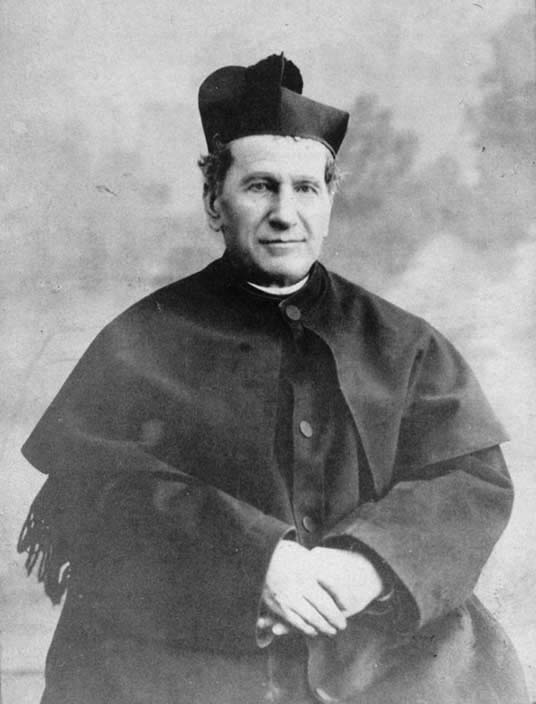
Don Giovanni Bosco

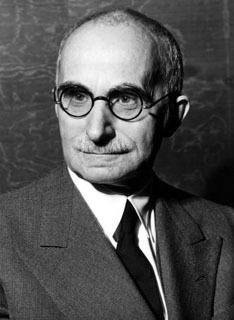
Luigi Einaudi

- Maximus von Turin († um 420), erster Bischof von Turin, Kirchenschriftsteller, Heiliger
- Erasmus von Rotterdam (um 1467–1536), Theologe, Philosoph, Philologe und Autor
- Joseph de Maistre (1753–1821), Staatsmann, Schriftsteller und Philosoph
- Giovanni Battista Viotti (1755–1824), Violinist und Komponist
- Antoine Dupuch (1800–1856), Bischof von Algier
- Niccolò Tommaseo (1802–1874), Schriftsteller
- Carlo Pellion di Persano (1806–1883), Admiral und Marineminister
- Ascanio Sobrero (1812–1888), Chemiker
- Johannes Bosco (1815–1888), katholischer Priester und Ordensgründer
- Lodovico Frapolli (1815–1878), Politiker, Freimaurer, Mitgründer der Loge Grande Oriente d’Italia
- Vincenzo Vela (1820–1891), Bildhauer und Professor an der Accademia Albertina
- Francesco Faà di Bruno (1825–1888), Offizier, Mathematiker, Ingenieur, Erfinder, Erzieher, Komponist und Geistlicher
- Hugo Schiff (1834–1915), deutscher Chemiker
- Cesare Lombroso (1835–1909), Arzt und Professor
- Friedrich Nietzsche (1844–1900), klassischer Philologe
- Edmondo De Amicis (1846–1908), Schriftsteller
- Vilfredo Pareto (1848–1923), Ingenieur, Ökonom und Soziologe
- Giuseppe Peano (1858–1932), Mathematiker
- Emilio Salgari (1862–1911), Schriftsteller
- Rosario Scalero (1870–1954), Violinist, Musikpädagoge und Komponist
- Luigi Einaudi (1874–1961), Staatspräsident und Finanzwissenschaftler
- Guido Fubini (1879–1943), Mathematiker
- Luigi Spazzapan (1889–1958), Maler und Bildhauer
- Antonio Gramsci (1891–1937), Schriftsteller, Journalist, Politiker und Philosoph
- Giulio Natta (1903–1979), Chemiker
- Cesare Pavese (1908–1950), Schriftsteller
- Natalia Ginzburg (1916–1991), Autorin
- Luigi Pareyson (1918–1991), Philosoph
- Italo Calvino (1923–1985), Schriftsteller
- Marella Agnelli (1927–2019), Kunstsammlerin, Fotografin und Textildesignerin
- Achille Perilli (1927–2021), Maler und Grafiker
- Giulio Paolini (* 1940), Maler, Bildhauer, Objekt- und Konzeptkünstler
- Piergiorgio Odifreddi (* 1950), Mathematiker, Logiker und Wissenschaftshistoriker